# Thonon-les-Bains
Thonon-les-Bains (pronunciado /tɔnɔ̃lebɛ̃/) es una comuna francesa situada en el departamento de Alta Saboya, de la región de Auvernia-Ródano-Alpes. Es la subprefectura del distrito de su nombre y la cabecera y mayor población del cantón homónimo.
Está integrada en Thonon Agglomération desde 2017.

## Geografía
Thonon forma parte de la región histórica de Saboya. Está ubicada en la orilla sur del lago Lemán.

## Clima
| Parámetros climáticos promedio de Thonon (France) | Parámetros climáticos promedio de Thonon (France) | Parámetros climáticos promedio de Thonon (France) | Parámetros climáticos promedio de Thonon (France) | Parámetros climáticos promedio de Thonon (France) | Parámetros climáticos promedio de Thonon (France) | Parámetros climáticos promedio de Thonon (France) | Parámetros climáticos promedio de Thonon (France) | Parámetros climáticos promedio de Thonon (France) | Parámetros climáticos promedio de Thonon (France) | Parámetros climáticos promedio de Thonon (France) | Parámetros climáticos promedio de Thonon (France) | Parámetros climáticos promedio de Thonon (France) | Parámetros climáticos promedio de Thonon (France) |
| Mes                                               | Ene.                                              | Feb.                                              | Mar.                                              | Abr.                                              | May.                                              | Jun.                                              | Jul.                                              | Ago.                                              | Sep.                                              | Oct.                                              | Nov.                                              | Dic.                                              | Anual                                             |
| ------------------------------------------------- | ------------------------------------------------- | ------------------------------------------------- | ------------------------------------------------- | ------------------------------------------------- | ------------------------------------------------- | ------------------------------------------------- | ------------------------------------------------- | ------------------------------------------------- | ------------------------------------------------- | ------------------------------------------------- | ------------------------------------------------- | ------------------------------------------------- | ------------------------------------------------- |
| Temp. máx. abs. (°C)                              | 17.5                                              | 20.1                                              | 22.7                                              | 26                                                | 31.2                                              | 34.1                                              | 35                                                | 36                                                | 32                                                | 26.8                                              | 21.1                                              | 19.6                                              | 36                                                |
| Temp. máx. media (°C)                             | 4.7                                               | 6.1                                               | 9.9                                               | 13.2                                              | 18.1                                              | 21.4                                              | 24.6                                              | 24.4                                              | 20.1                                              | 14.4                                              | 8.7                                               | 5.8                                               | 14.3                                              |
| Temp. media (°C)                                  | 2.4                                               | 3.4                                               | 6.4                                               | 9.2                                               | 13.9                                              | 17.1                                              | 20                                                | 19.8                                              | 16                                                | 11.3                                              | 6.2                                               | 3.6                                               | 10.8                                              |
| Temp. mín. media (°C)                             | 0.1                                               | 0.7                                               | 2.8                                               | 5.2                                               | 9.6                                               | 12.7                                              | 15.3                                              | 15.1                                              | 11.9                                              | 8.1                                               | 3.7                                               | 1.3                                               | 7.2                                               |
| Temp. mín. abs. (°C)                              | -16                                               | -18                                               | -10.7                                             | -3.1                                              | 0.6                                               | 4                                                 | 7                                                 | 5                                                 | 4                                                 | -0.9                                              | -6.3                                              | -11.2                                             | -18                                               |
| Precipitación total (mm)                          | 62.5                                              | 60.4                                              | 58.2                                              | 71.3                                              | 96.2                                              | 105.6                                             | 76.3                                              | 77.6                                              | 98.4                                              | 92.3                                              | 78.5                                              | 76.4                                              | 953.7                                             |
| Horas de sol                                      | 41.2                                              | 79.3                                              | 148.4                                             | 176.8                                             | 220.5                                             | 246.9                                             | 259.2                                             | 229.5                                             | 169.9                                             | 91.9                                              | 46.1                                              | 34.7                                              | 1737.7                                            |
| Fuente: Météo climat stats «Clima de Thonon».     |                                                   |                                                   |                                                   |                                                   |                                                   |                                                   |                                                   |                                                   |                                                   |                                                   |                                                   |                                                   |                                                   |

## Demografía
| 3 010 | 3 198 | 3 251 | 4 179 | 4 428 | 4 488 | ABS. | 4 825 | 4 918 | 5 530 | 5 272 | 5 501 | 5 444 | 5 447 | 5 780 | 5 666 | 6 268 | 7 043 | 7 232 | 8 042 | 10 270 | 11 291 | 12 183 | 13 181 | 14 016 | 17 080 | 20 700 | 26 354 | 26 040 | 29 677 | 28 927 | 31 562 | 33 928 | 34 895 |
| Para los censos de 1962 a 1999 la población legal corresponde a la población sin duplicidades (Fuente: INSEE [Consultar]) |       |       |       |       |       |      |       |       |       |       |       |       |       |       |       |       |       |       |       |        |        |        |        |        |        |        |        |        |        |        |        |        |        |

La aglomeración urbana –que incluye un total de 12 comunas: Thonon-les-Bains, Évian-les-Bains, Publier, Sciez, Allinges, Neuvecelle, Lugrin, Anthy-sur-Léman, Margencel, Marin, Maxilly-sur-Léman y Excenevex- tenía una población de 66 252 habitantes.